# الدوري الفلسطيني الممتاز لقطاع غزة 1996–97
الدوري الفلسطيني الممتاز لقطاع غزة 1996–97 هي النسخة الرابعة من البطولة وتوج بالبطولة لأول مرة (نادي خدمات رفح) .